# Juan Demóstenes Arosemena (Panama)
Juan Demóstenes Arosemena è un comune (corregimiento) della Repubblica di Panama situato nel distretto di Arraiján, provincia di Panama. Si estende su una superficie di 40,7 km² e conta una popolazione di 37.044 abitanti (censimento 2010).